# Kopa (Krkonoše)
Kopa (německy Kleine Koppe) je hora na polské straně Krkonoš, vedlejší vrchol Sněžky, od jejíhož vrcholu je vzdálena 1,5 km severozápadně. Hlavní turistickou atrakcí Kopy je lanovka z Karpacze, vzdálené 4 km severovýchodně.
Vrcholové partie hory jsou zarostlé klečí, nižší svahy smrčinou.

## Přístup
Lanovka vede asi 200 metrů pod vrchol. Samotný vrchol se nachází v neprostupné kleči a vzhledem k ochraně území je nepřístupný.

## Lanovka
Lanovka byla postavena v roce 1959 a slouží jednak pro sjezdové lyžování a jednak pro zkrácení výstupu na Sněžku. Délka lanovky je 2229 m, převýšení 530 m a jízda trvá asi 20 minut. Kapacita lanovky je 600 osob za hodinu, přičemž lanovka z Pece pod Sněžkou má kapacitu méně než poloviční, jen 250 osob/hodinu. Cesta na Sněžku od horní stanice lanovky měří asi 2,5 km.